# Dacus kampalensis
Dacus kampalensis är en tvåvingeart som först beskrevs av Munro 1984.  Dacus kampalensis ingår i släktet Dacus och familjen borrflugor.
Artens utbredningsområde är Uganda. Inga underarter finns listade i Catalogue of Life.